# Operación Pelikan
Operación Pelikan (en alemán: Unternehmen Pelikan), también conocido como Projekt 14 (en español, Proyecto 14), era un plan de la Alemania nazi para estropear el Canal de Panamá durante la Segunda Guerra mundial. A mediados y finales de 1943, la Wehrmacht había completado los preparativos para transportar dos Ju 87 Stukas con alas plegables en dos submarinos U-boot a una isla colombiana sin nombre cerca la costa de Panamá, volver a ensamblar los aviones, armarlos con "bombas especiales" y luego enviarlos a atacar la represa de Gatún. Después de completar la misión, los pilotos volarían a un país neutral y buscarían internamiento. Sin embargo, Alemania canceló el plan, por razones desconocidas, en el último minuto. Los rumores entre los alemanes que planearon el sabotaje decían que había sido cancelado debido a la traición.
La mayoría de estos tipos de planes implicaron actos de sabotaje utilizando agentes en el lugar y/o desembarcados por los U-boots.